# Stadsschouwburg Kortrijk

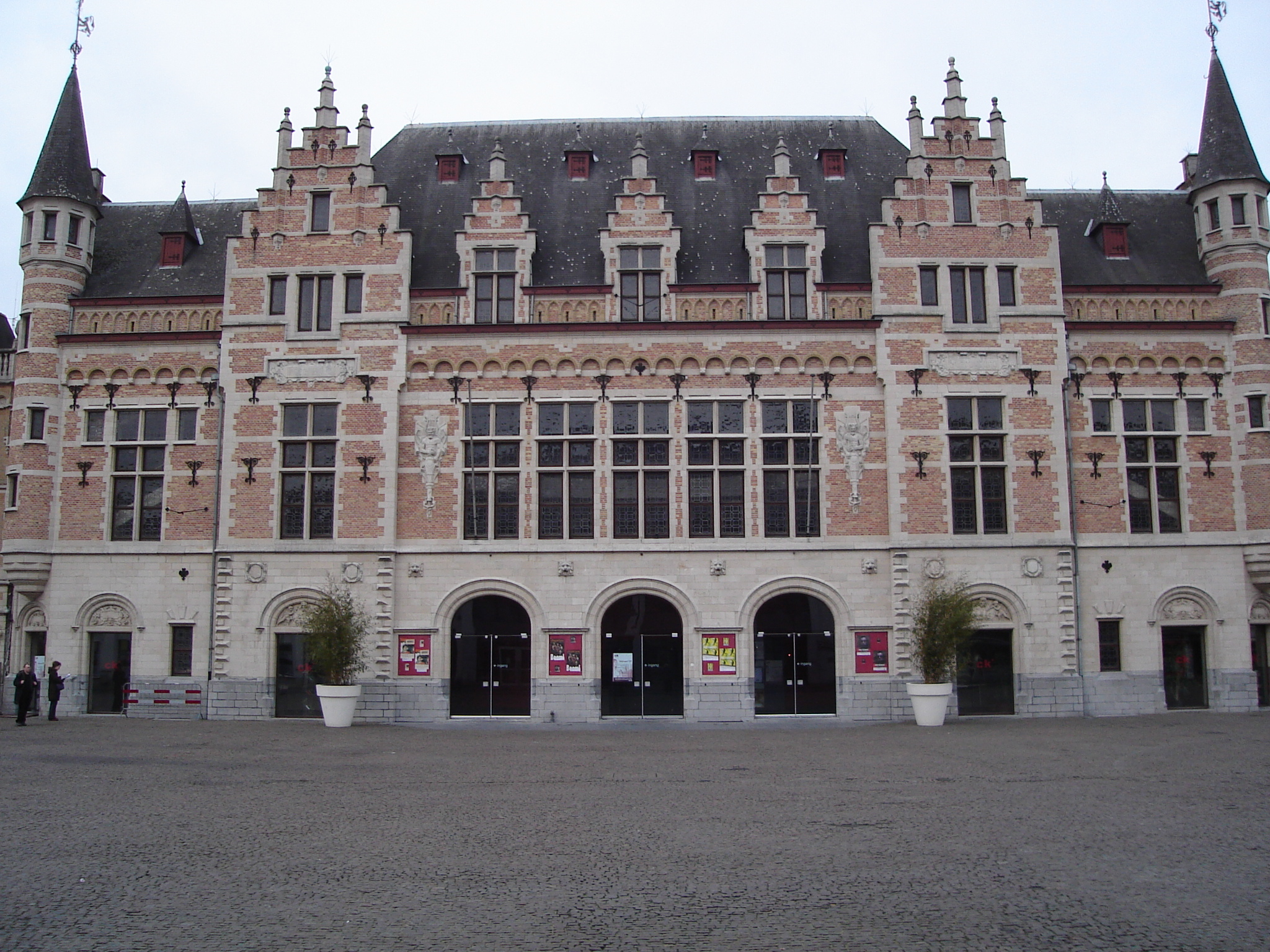
De Kortrijkse Stadsschouwburg

De Kortrijkse Stadsschouwburg is een theater in de Belgische stad Kortrijk. Het gebouw werd opgetrokken tussen 1912 en 1920 in neo-Vlaamse-renaissancestijl en geldt als een van de best bewaarde stadstheaters in Europa. De schouwburg is anno 2010 het grootste podiumkunstencentrum van Zuid-West-Vlaanderen en maakt deel uit van het Kortrijkse Cultuurcentrum (Ck*).

## Algemeen
De Kortrijkse Schouwburg werd ontworpen door Jan Robert Vanhoenacker in een neorenaissancestijl. De gevel van het gebouw domineert het Schouwburgplein en wordt omgeven door verschillende patriciërswoningen in dezelfde stijl. Oorspronkelijk harmonieerde de gevel tevens met de tegenoverliggende zestiende-eeuwse Grote Hallen, die tijdens het bombardement van 21 juli 1944 verwoest werden.
In het complex bevinden zich een grote theaterzaal, een foyer, het Arenatheater, de Benedengalerie, een balletzaal, repetitieruimtes en een cafetaria. De theaterzaal is de grootste ruimte in het gebouw en biedt plaats aan ruim 800 toeschouwers. Het Arenatheater is een vlakkevloertheater met een uitschuifbare tribune en wordt gebruikt voor kleinere theater- en operettevoorstellingen, lezingen en recepties. Tussen de grote theaterzaal en het Arenatheater ligt de foyer. De Benedengalerie is toegankelijk via de Hazelaarstraat en herbergt een tentoonstellingsruimte voor hedendaagse beeldende kunst.

## Geschiedenis
Jan Robert Vanhoenacker (1875-1958), de ontwerper van diverse art-nouveaugevels langs de Minister Tacklaan te Kortrijk en van de Boerentoren te Antwerpen, ontwierp het theater tussen 1909 en 1911. Door de Eerste Wereldoorlog kon het pas officieus geopend worden op 10 oktober 1920 met een concert van Jean Noté, officieel op 27 november 1920. De grote theaterzaal was ook bruikbaar als feestzaal door een hellende parketvloer die via een ingenieus mechanisme gelijk kon gebracht worden met de scènevloer en dus een grote dansvloer vormde. Oorspronkelijk bevond de ingang tot deze zaal zich centraal met een middengang tot de scène en waren er elf verschillende rangen met bijhorende tickettarrieven. De kleur van de zetels was donkerrood, net zoals het fluwelen gordijn en de traplopers. Voorts waren de wanden en plafonds wit en gebroken wit, de lambrisering lichtgrijs en de ornamenten belegd met bladgoud. Vloeren en trappen waren van marmer. Het karakter van dit interieur werd volledig verstoord door de grote verbouwing in 1968, die ook de fraaie gevelluifels opofferde voor een plompe constructie.
Eind 1999 en begin 2000 werd de Kortrijkse Schouwburg grondig gerestaureerd, waarbij veel ingrepen uit de eerdere restauratie van 1968 ongedaan gemaakt werden. De mozaïek- en marmervloeren werden terug in ere hersteld, de zetels werden opnieuw in donkerrood fluweel uitgevoerd en de ornamenten kregen een nieuw laagje bladgoud. Een belangrijke hedendaagse toevoeging was de opvallende nieuwe glaskoepel van de Frans-Algerijnse kunstenaar Jean-Michel Alberola, die een dierenriem voorstelt.

## Historische decorcollectie

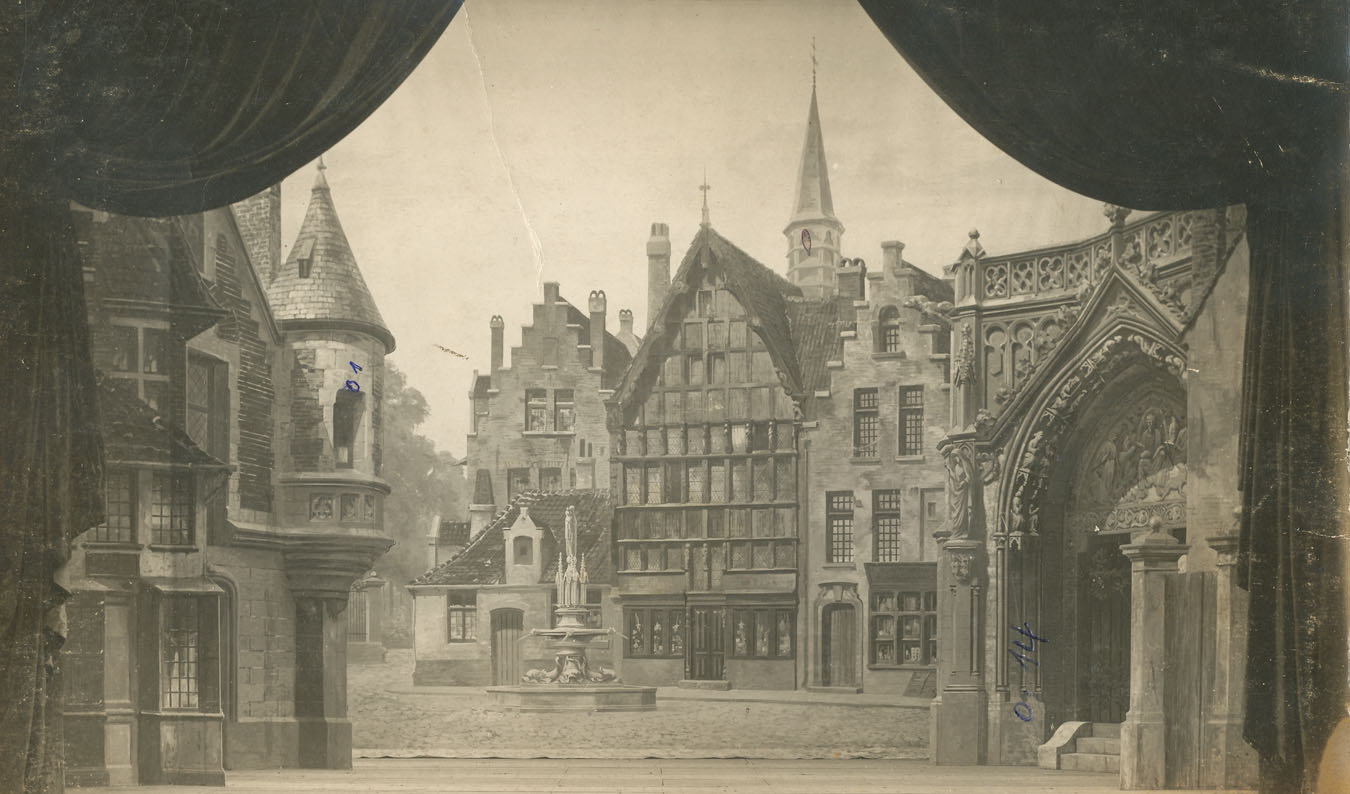
Albert Dubosq "Grande place publique" (1914)

Uniek voor België is de aanwezigheid van nagenoeg alle originele toneel- en operadecors uit de beginjaren van de schouwburg. De ongeveer zesduizend vierkante meter schermen zijn van de hand van Albert Dubosq (1863-1940), de voornaamste Belgische decorateur tijdens de belle époque, en diens leerling Joseph Denis. Onder de bewaarde sets bevinden zich een uniek 'Palais romain' voor een gastoptreden van de Comédie-Française (Doornik, 1913) en volledige decors voor opera's als Aïda, La bohème, Carmen en Lakmé. De verzameling vormt thans het onderwerp van wetenschappelijk onderzoek en een ambitieus conservatieproject. Een deel van de decors werd wegens asbesthoudende materialen naar het Kortrijkse Stadsarchief overgebracht voor toekomstige sanering.

## Repertoire

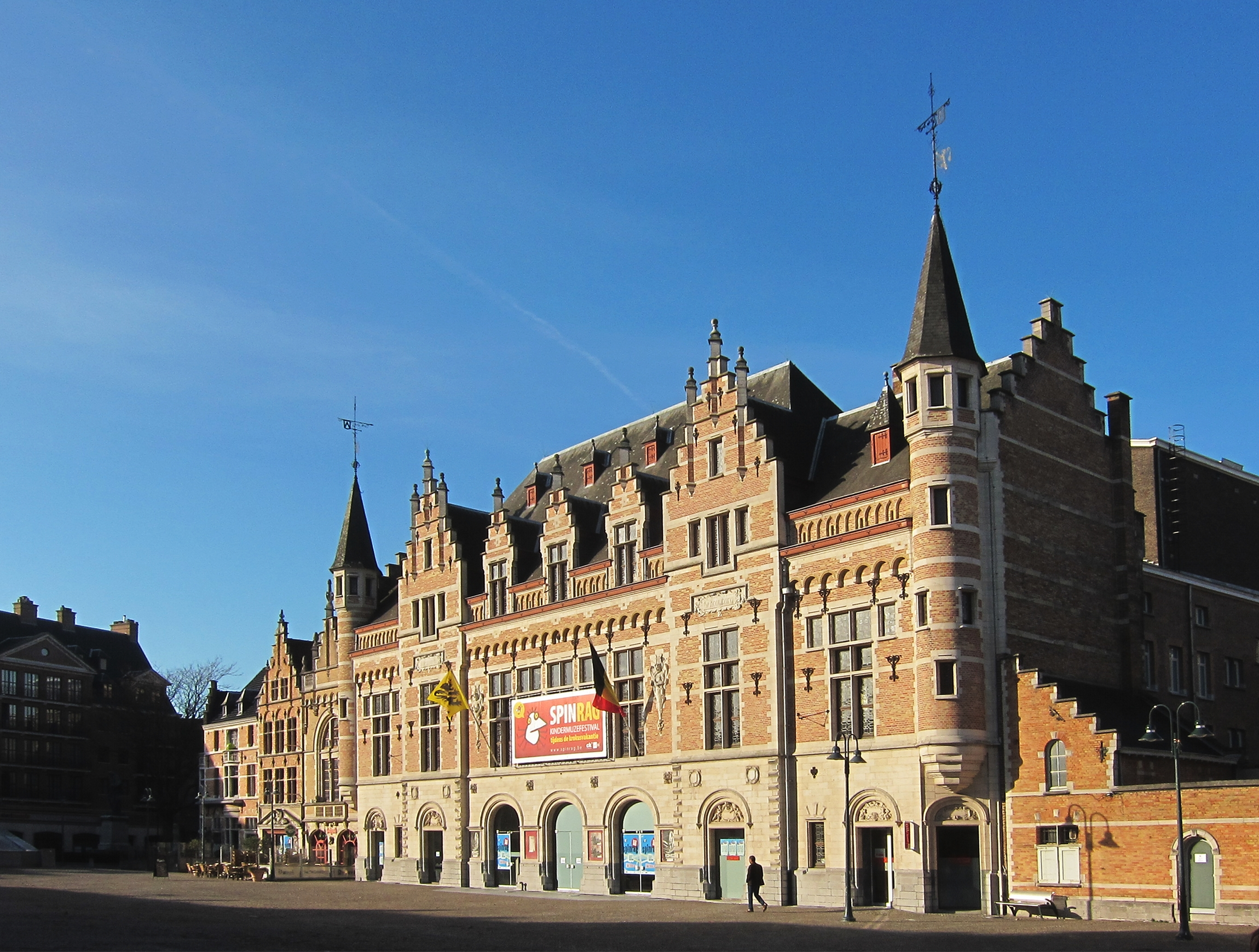
De Kortrijkse Stadsschouwburg

Vanaf de beginjaren liet de Stadsschouwburg zich opvallen door een sterk gevarieerde, eigentijdse programmatie. In het openingsseizoen 1920-21 zagen de Kortrijkzanen bijvoorbeeld een waaier aan toneelgenres gebracht door zowel plaatselijke als gastgezelschappen. Onder de eerste groep bevonden zich onder meer de katholiek-patriottistisch geïnspireerde Vlaamsche Zonen, (Voor) Taal en Kunst en de Jeune Garde Catholique de Courtrai, het socialistische Kunst Veredelt en het liberale Meibloempje. Een constante verschijning onder de gastensembles was het pas opgerichte Vlaamse Volkstoneel van dr. Jan Oscar De Gruyter, dat de eerste toneelvoorstelling mocht geven (Starkadd van Alfred Hegenscheidt, op 29 november 1920) en daarna een vaste waarde zou worden. Franse voorstellingen werden gegeven door de Comédie-Française, die door de belgicistische vereniging Amitiés Françaises uitgenodigd werd, en het Grand Théâtre de Gand, wier voorstellingen zowel geldelijk als materieel gesubsidieerd werden, wat door het Vlaamsgezinde deel van de bevolking niet altijd in dank werd afgenomen.